# Distrito de Udupi
Udupi (en canarés; ಉಡುಪಿ ಜಿಲ್ಲೆ ) es un distrito de India, en el estado de Karnataka . 
Comprende una superficie de 3 880 km².
El centro administrativo es la ciudad de Udupi.

## Demografía
Según censo 2011 contaba con una población total de 1 177 908 habitantes.